# Fort Davis (Texas)
Fort Davis ist ein Census-designated place und der Sitz der Countyverwaltung (County Seat) des Jeff Davis County im US-Bundesstaat Texas in den Vereinigten Staaten. Das U.S. Census Bureau hat bei der Volkszählung 2020 eine Einwohnerzahl von 1.024 ermittelt.

## Geographie
Die Stadt liegt in der Chihuahua-Wüste am Rand der Davis Mountains und entstand aus dem 1854 angelegten Fort Davis, einem Militärstützpunkt an der alten Militär- und Handelsroute von El Paso nach San Antonio. Heute kreuzen sich in Fort Davis die Texas State Routes 17 und 118.

## Geschichte
Die erste Siedlung am Fort wurde Chihuahua genannt. Sie und das Fort wurden, als im Sezessionskrieg die Truppen abgezogen wurden, von Apachen angegriffen und geplündert. Erst 1867 wurde das Fort wieder aufgebaut und das 9. Kavallerie-Regiment zog ein: Buffalo Soldiers, eine Einheit aus Afroamerikanern, die von den Indianern wegen ihrer krausen schwarzen Haare als „Bison-Soldaten“ bezeichnet wurden. Um den Stützpunkt entstand wieder eine Siedlung, die den Namen des Forts trug, und schnell zur größten Ortschaft in Texas westlich des Pecos River wurde.
1871 wurde Fort Davis zum County Seat des neu eingerichteten Presidio County, 1885 wurde diese Funktion ins südlicher gelegenen Marfa verlegt, weil dort inzwischen die Eisenbahn vorbeiführte. Nur zwei Jahre später wurde das Jeff Davis County vom Presidio County abgespalten und Fort Davis wurde wieder County Seat der Neugründung. Anfang der 1890er Jahre gab die Armee das Fort auf und Fort Davis verlor sowohl Einwohner als auch Bedeutung.

1966 wurde der ehemalige Stützpunkt als Fort Davis National Historic Site, eine Gedenkstätte vom Typ eines National Historic Sites eingerichtet. Außerdem stehen das Courthouse im Stil des Greek Revival und zwei weitere historische Bauten der Stadt auf der nationalen Denkmalschutzliste. Das Chihuahuan Desert Research Institute legte einen Botanischen Garten mit Wüstenvegetation am Rand des Ortes an.

## Wirtschaft und Tourismus
Der Ort lebt heute vom Tourismus. Das historische Fort, der botanische Garten, die Davis Mountains und der Davis Mountains State Park ziehen Besucher an. Die McDonald Sternwarte der University of Texas auf dem Mount Locke schafft wenige, aber hoch qualifizierte Arbeitsplätze und ist ebenfalls für Besucher zugänglich. Das Overland Trail Museum zeigt die Geschichte des Ortes in der Pionierzeit.